# Hwang Bo-ra
Hwang Bo-ra (황보라?, 黃寶羅?, Hwang PoraMR; Busan, 2 ottobre 1983) è un'attrice sudcoreana.
Ha esordito nel 1999 ed è diventata popolare grazie a uno spot pubblicitario del ramyeon. Nel 2007 ha interpretato la figlia/narratrice nella commedia nera Jochi anihan-ga, per la quale ha vinto il premio come miglior attrice emergente ai Busan Film Critics Award e ai Director's Cut Award. Ad essa sono seguiti ruoli secondari in film e fiction televisive come Arang sattojeon (2012), Mat-i (2013) e Angkeumhan dolsingnyeo (2014). Hwang ha anche interpretato ruoli da protagonista nel film romantico sui fantasmi Jumunjin, nel dramma sulla vendetta Wiheomhan yeoja (2011) e nel film horror Navigation (2014).
Nel 2022 ha sposato l'imprenditore Kim Young-hoon, da cui ha avuto un figlio nel 2024.

## Filmografia

### Cinema
- Yeogogoedam dubeonjjae i-yagi (여고괴담 두번째 이야기?), regia di Kim Tae-yong e Min Kyu-dong (1999)
- Jochi anihan-ga (좋지 아니한가?), regia di Jung Yun-chul (2007)
- Radio Dayz (라듸오 데이즈?), regia di Ha Gi-ho (2008)
- Dachimawa Lee: Ag-in-i-yeo ji-okhaeng geuphaeng-yeolchareul tara! (다찌마와 리: 악인이여 지옥행 급행열차를 타라!?), regia di Ryu Seung-wan (2008)
- Nae nun-e kongkkakji (내 눈에 콩깍지?), regia di Lee Jang-su (2009)
- Jumunjin (주문진?), regia di Ha Myoung-joong (2010)
- Jjejjehan romance (쩨쩨한 로맨스?), regia di	Kim Jung-hoon (2010)
- Navigation (내비게이션?), regia di Jang Kwon-ho (2014)
- Heosamgwan (허삼관?), regia di Ha Jung-woo (2015)
- The Phone (더 폰?), regia di Kim Bong-ju (2015)
- Tamjeong Hong Gildong: Sarajin ma-eul (탐정 홍길동: 사라진 마을?), regia di Jo Sung-hee (2016)
- Sosimin (소시민?), regia di Kim Byung-joon (2017)
- 1geupgimil (1급기밀?), regia di Hong Gi-seon (2018)
- Eojjeoda, gyeolhon (어쩌다, 결혼?), regia di Park Ho-chan e Park Soo-jin (2019)
- Angmadeul (악마들?), regia di Kim Jae-hoon (2023)
- 3ir-ui hyuga (3일의 휴가?), regia di Yook Sang-ho (2023)

### Televisione
- Yeon-in (연인?) – serie TV (2003)
- Ibeu-ui hwa-won (이브의 화원?) – serie TV (2003)
- Ttaeryeo (때려?) – serie TV (2003)
- Aejeongmanse (애정만세?) – serie TV (2003-2004)
- Heungbune bakteojyeonne (흥부네 박터졌네?) – serie TV (2003-2004)
- Cheon-gug-ui gyedan (천국의 계단?) – serie TV (2003-2004)
- Balli-eseo saenggin il (발리에서 생긴 일?) – serie TV (2004)
- Gaebapgeureut (개밥그릇?) – miniserie TV (2004)
- Cheonghon (청혼?) – serie TV (2004)
- 2004 in-gansijang (2004 인간시장?) – serie TV (2004)
- Paramanjang Miss Kim 10eok mandeulgi (파란만장 미스김 10억 만들기?) – serie TV (2004)
- Jag-eun assideul (작은 아씨들?) – serie TV (2004)
- Sopungganeun yeoja (소풍가는 여자?) – serie TV (2004)
- Seomma-eul seonsaengnim (섬마을 선생님?) – serie TV (2004)
- Pari-ui yeon-in (파리의 연인?) – serie TV (2004)
- Hyeongsunim-eun yeor-ahop (형수님은 열아홉?) – serie TV (2004)
- Namjaga saranghal ttae (남자가 사랑할 때?) – serie TV (2004)
- Toji (토지?) – serie TV (2004)
- Majimak chum-eun na-wa hamkke (마지막 춤은 나와 함께?) – serie TV (2004-2005)
- Love Story in Harvard (러브스토리 인 하버드?) – serie TV (2004-2005)
- Byeonhosadeul (변호사들?) – serie TV (2005)
- Bimilnamnyeo (비밀남녀?) – serie TV (2005)
- Rainbow Romance (레인보우 로망스?) – serie TV (2005-2006)
- My Girl (마이걸?) – serie TV (2005-2006)
- Ground Zero (그라운드 제로?) – serie TV (2007)
- Yeon-ae gyeolhon (연애결혼?) – serie TV (2008)
- Aprokgang-eun heureunda (압록강은 흐른다?) – miniserie TV (2008)
- Abeoji, dangsin-ui jari (아버지, 당신의 자리?) – miniserie TV (2009)
- Road No. 1 (로드 넘버원?) – serie TV (2010)
- Us-eo-yo, eomma (웃어요, 엄마?) – serie TV (2010-2011)
- Wiheomhan yeoja (위험한 여자?) – serie TV (2011-2012)
- Sarangbi (사랑비?) – serie TV (2012)
- Arang sattojeon (아랑사또전?) – serie TV (2012)
- Mat-i (맏이?) – serie TV (2013-2014)
- Angkeumhan dolsingnyeo (앙큼한 돌싱녀?) – serie TV (2014)
- Mister Baek (미스터 백?) – serie TV (2014)
- Uk-ssi Nam Jeong-gi (욱씨남정기?) – serie TV (2016)
- Bur-eora mipung-a (불어라 미풍아?) – serie TV (2016-2017)
- Entourage (안투라지?) – serie TV (2016)
- Ssam, my way (쌈 마이웨이?) – serie TV (2017)
- Borg Mom (보그맘?) – serie TV (2017)
- Uriga mannan gijeok (우리가 만난 기적?) – serie TV (2018)
- Kimbiseoga wae geureolkka (김비서가 왜 그럴까?) – serie TV (2018)
- Jinsim-i data (진심이 닿다?) – serie TV (2019)
- Vagabond (배가본드?) – serie TV (2019)
- Hyena (하이에나?) – serie TV (2020)
- Mystic Pop-up Bar (쌍갑포차?) – serie TV (2020)
- Jombi tamjeong (좀비탐정?) – serie TV (2020)
- Dalli-wa gamjatang (달리와 감자탕?) – serie TV (2021)
- Kkot pimyeon dal saenggakhago (꽃 피면 달 생각하고?) – serie TV (2021-2022)
- Business Proposal (사내 맞선?) – serie TV (2022)
- Kiss Sixth Sense (키스 식스 센스?) – serie TV (2022)
- Corso accelerato sull'amore (일타 스캔들?) – serie TV (2023)
- Per amore e per destino (이 연애는 불가항력?) – serie TV (2023)
- Romance in the House (가족X멜로?) – serie TV (2024)